# Тропическая лёгочная эозинофилия
Тропическая лёгочная эозинофилия, или синдром Вайнгартена (лат. eosinophilia tropica, англ. Weingarten's syndrome) — тропическая болезнь, вызываемая попаданием в организм некоторых видов нематод, ленточных червей или клещей. Характеризуется резкой эозинофилией, спастическим бронхитом и очаговыми инфильтративными изменениями в лёгких. Болезнь впервые описал в 1940-х годах американский военный врач R. J. Weingarten. По данным ВОЗ синдром Вайнгартена относится к группе забытых болезней.

## Этиология
Тропическая лёгочная эозинофилия вызывается возбудителями филяриатозов Wuchereria bancrofti, Brugia malayi и др. Brugia spp. Синдром могут также вызывать аскариды, анкилостомы, токсокары, эхинококкок и стронгилиды.
Синдром Вайнгартена может возникать и при заражении личинками или взрослыми особями клещей Tyroglophus или Tarsonemus (см. Акариаз лёгочный).

## Симптомы
Основные признаки гельминтоза — приступы кашля и удушья, как правило, по ночам, сухой кашель, одышка и свистящее дыхание, особенно выраженные по ночам, недомогание, потеря аппетита, похудение. Заболевают обычно лица в возрасте 20-40 лет, мужчины болеют в 4 раза чаще женщин. При обострении в лёгких выслушиваются сухие и влажные хрипы. У детей, в отличие от взрослых, часто увеличиваются лимфоузлы и печень. Субфебрильная температура, увеличение лимфоузлов и выраженная эозинофилия (свыше 3000 в мкл).
Клинические проявления обусловлены воспалительной и аллергической реакцией на осевших в лёгких паразитов. В некоторых случаях микрофилярии задерживаются в органах ретикулоэндотелиальной системы, что ведёт к гепатомегалии, спленомегалии, увеличению лимфоузлов. Может развиться пневмосклероз, дыхательная недостаточность.
Болезнь характеризуется кашлем, повышением температуры тела, общей слабостью, похудением, иногда приступами удушья. В анализах крови определяются лейкоцитоз (до 50×109 клеток/л) и очень высокая эозинофилия (80—90 %). При рентгенологическом обследовании в лёгких обнаруживаются множественные мелкие тени, что напоминает картину милиарного туберкулёза. Лёгочные инфильтраты сохраняются долго, иногда в течение нескольких месяцев. Повышен титр холодовых агглютининов, часто положительная реакция Вассермана. Течение продолжительное, с периодическими обострениями.

## Диагностика
Дифференциальный диагноз проводят с парагонимозом, бронхиальной астмой, синдромом Леффлера, аллергическим бронхолёгочным аспергиллёзом, системными васкулитами (в первую очередь узелковым периартериитом и гранулёматозом Вегенера), хронической эозинофильой пневмонией, туберкулёзом.
На диагноз «тропическая лёгочная эозинофилия» указывает пребывании в эндемическом очаге болезни (Индия, Пакистан, Шри-Ланка, Южная Америка, Южная и Юго-Восточная Азия, Африка), ночной характер приступов удушья (возможно, в связи с выходом в кровь микрофилярий), очень высокий титр антител к филяриям, быстрый эффект диэтилкарбамазина.

## Лечение
Назначают внутреннее употребление диэтилкарбамазина (4—6 мг на кг веса в сутки в течение 14 дней).